# Whirlpool Corporation

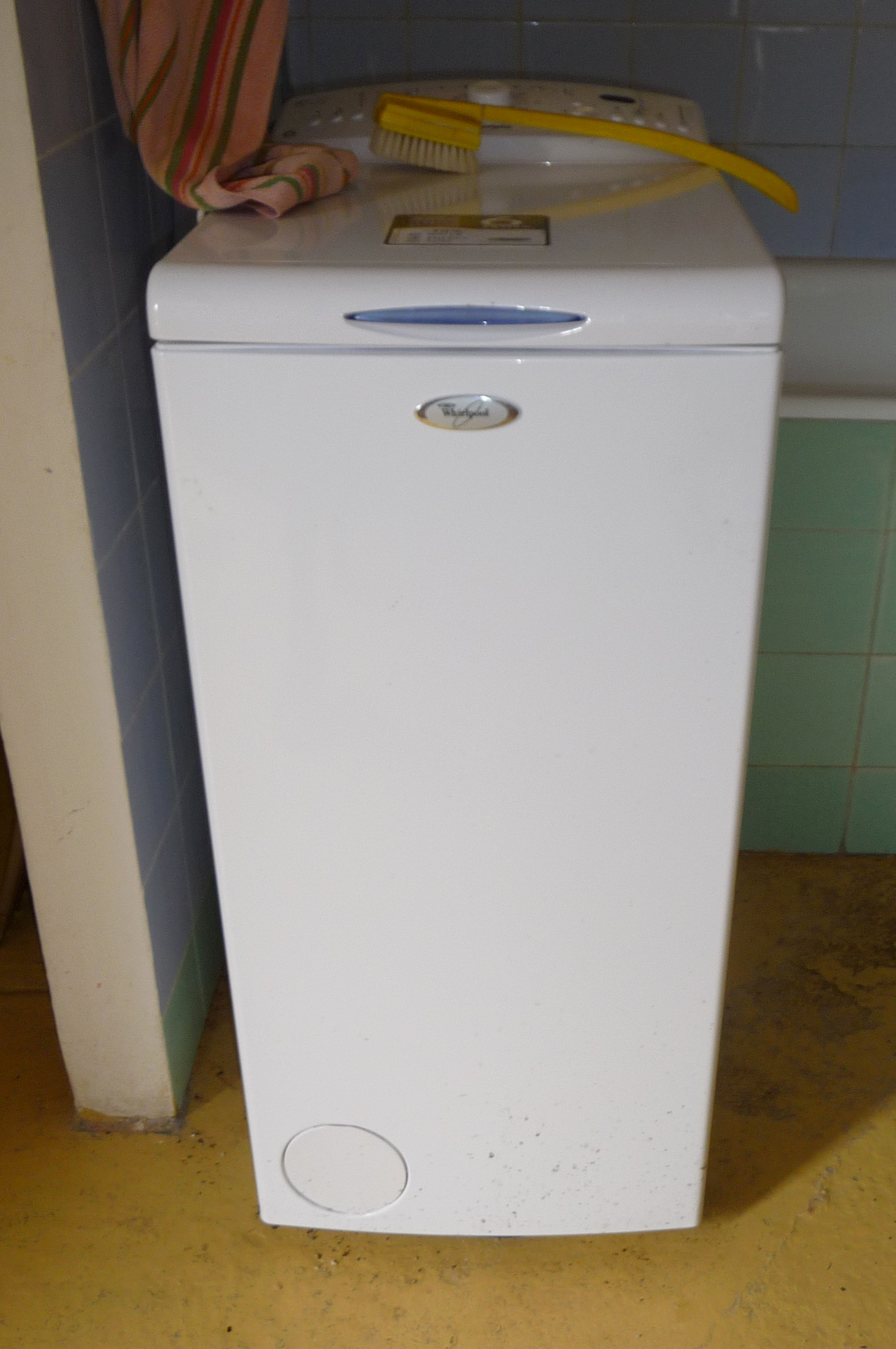
Pralka marki Whirlpool

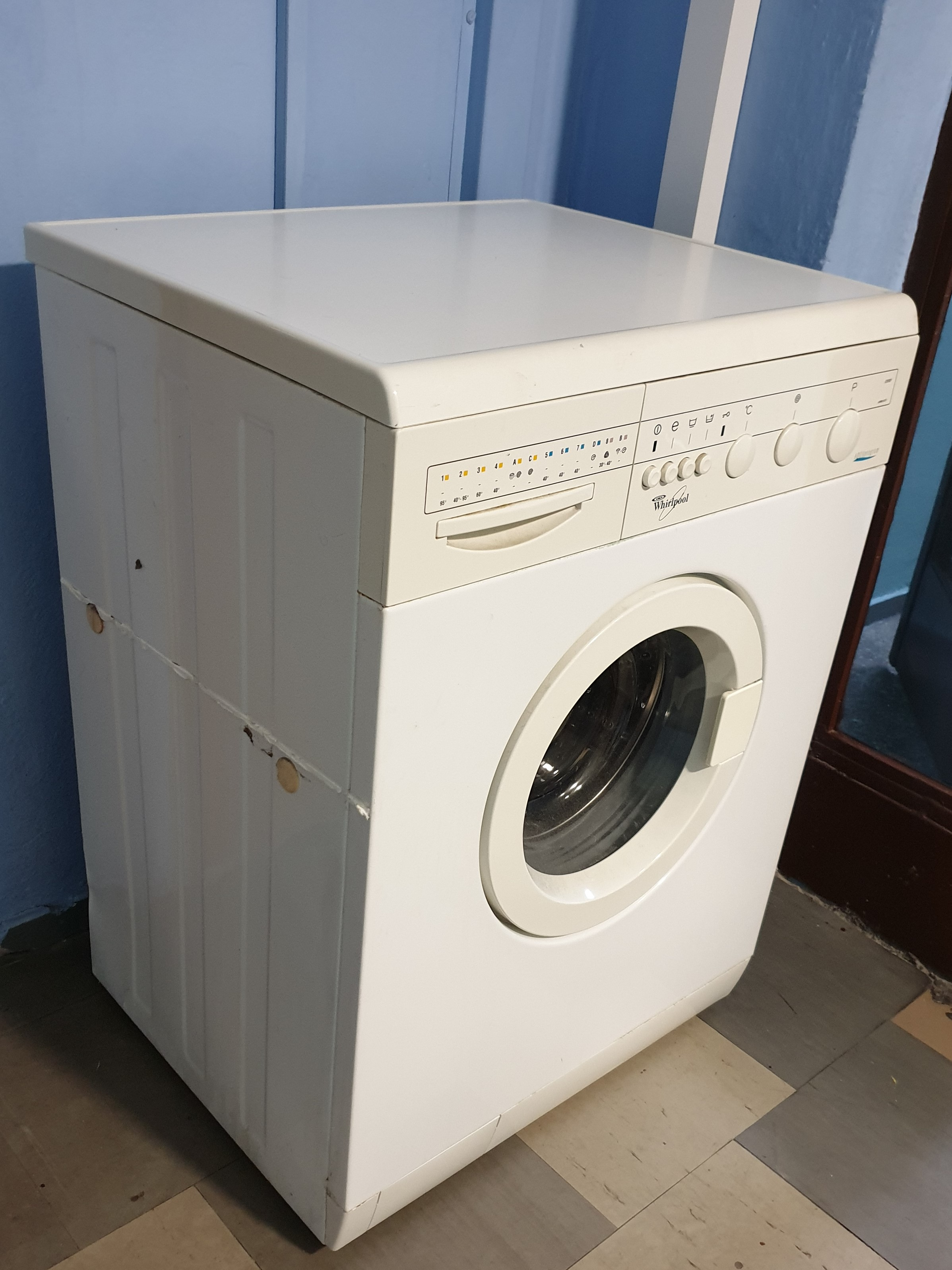
Pralka Whirlpool AWM 875 WH

Whirlpool Corporation – amerykańskie przedsiębiorstwo z siedzibą w Benton Harbor w stanie Michigan, zajmujące się produkcją i sprzedażą sprzętu AGD. Do głównych produktów produkowanych przez firmę należą pralki, chłodziarki oraz urządzenia kuchenne.
Firmę założył w 1911 roku Lou Upton wraz z bratem i wujem, jako przedsiębiorstwo produkujące urządzenia piorące, pod nazwą Upton Machine Company. W 1929 roku przedsiębiorstwo połączyło się z Nineteen Hundred Washer Company, w wyniku czego powstała Nineteen Hundred Corporation. W 1949 roku nazwę przedsiębiorstwa zmieniono na Whirlpool Corporation, pod którą funkcjonuje do dziś. W październiku 1960 roku przedsiębiorstwo zawiązało kontrakt rządowy na zaprojektowanie i stworzenie pierwszej amerykańskiej eksperymentalnej kuchni kosmicznej. W kolejnych latach Whirlpool współpracowała z rządem w zakresie rozwoju systemów żywnościowych, higieny osobistej i zarządzania odpadami użytych w misjach programu Gemini, Apollo oraz Skylab.
W 2014 roku Whirlpool przejął Indesit za łączną kwotę 1,1 mld euro.
Fabryki firmy zlokalizowane są w Stanach Zjednoczonych, Meksyku, Brazylii, Chinach, Kolumbii, Polsce, Rosji, RPA, Turcji, Wielkiej Brytanii, Indiach, we Włoszech, Francji oraz na Słowacji. Do polskich zakładów firmy należą fabryki w Łodzi i Radomsku (zakłady Indesit) oraz we Wrocławiu.
W 2023 działalność Whirpool w Europie, na Bliskim Wschodzie i w Afryce została przejęta przez turecką firmę Arçelik, właściciela marki Beko. W nowo utworzonej spółce Whirlpool Corporation będzie posiadać 25% akcji.

## Marki
Whirlpool dystrybuuje swoje produkty w różnych regionach pod następującymi markami:
- Stany Zjednoczone – Whirlpool, Maytag, KitchenAid, Jenn-Air, Amana, Roper, Admiral, Affresh, Gladiator.
- Kanada – Whirlpool, Inglis, Admiral, Maytag, Jenn-Air, Amana, Roper, Estate, KitchenAid.
- Meksyk – Whirlpool, Maytag, Acros, KitchenAid, Supermatic.
- Europa – Whirlpool, KitchenAid, Indesit, Hotpoint, Hotpoint Ariston, Bauknecht, Polar, Ariston.
- Afryka i Bliski Wschód – Whirlpool, Ariston, Bauknecht, Maytag, Amana, Ignis, KIC.
- Ameryka Łacińska – Whirlpool, Consul, Brastemp, KitchenAid.
- Azja – Whirlpool, Maytag, KitchenAid, Amana, Bauknecht, Jenn-Air, Diqua, Royalstar.